# Syndicat des médecins libéraux
Pour les articles homonymes, voir SML.
 (mars 2017).
Le Syndicat des Médecins Libéraux (aussi appelé SML) est un syndicat poly-catégoriel (généralistes et spécialistes) représentatif de la médecine libérale de secteur 1 et de secteur 2. 
Depuis sa création en 1981, le SML défend la médecine libérale et, à travers elle, l’ensemble des médecins, qu’ils soient à expertises particulières, spécialistes en médecine générale, exerçant en plateau technique lourd, spécialistes cliniques ou pratiquant des expertises. Le SML est le seul syndicat à avoir créé une association de femmes médecins libérales étendue aux femmes libérales des autres professions de la santé : Femmes Médecins et Toutes Les Libérales.
Deuxième syndicat de médecins libéraux de France, le SML est présent sur l’ensemble du territoire français (DOM compris) et compte aujourd’hui 8 700 adhérents. Son Président est le Dr Sophie Bauer depuis le 10 décembre 2022.

## Missions
Construire un avenir à l'exercice libéral de la médecine
Le Syndicat des Médecins Libéraux fonde son engagement sur une maxime en trois temps : Comprendre, Combattre, Construire. 
Cette position s’observe notamment lors des discussions annuelles au sujet du Projet de Loi de Financement de la Sécurité sociale (PLFSS) avec les Parlementaires, lors des négociations quinquennales relatives à la rédaction d’une nouvelle Convention médicale avec la Caisse Nationale d’Assurance Maladie (CNAM), et enfin, lors des différents temps politiques dédiés à l’émergence d’une politique de santé publique nationale avec les ministres de la Santé et des Affaires sociales, et lors de son application au niveau régional par les Agences régionales de santé (ARS). 
Au sein des instances de santé, le SML est un des piliers de la représentation interprofessionnelle, fournissant son expertise dans toutes les instances représentatives (Union nationale des professions de santé, Union Nationale des Professions Libérales) ou associatives (Centre National des Professions de Santé).
Le SML est également un syndicat représentatif des médecins auprès des pouvoirs publics, en tant que force d’initiatives et de propositions pour améliorer l’accès aux soins des Français. A ce titre, il conduit des études prospectives pour anticiper les besoins de la politique de santé, imagine et met en œuvre des projets innovants pour répondre aux défis de l’accès aux soins.

## Engagements
Les engagements du syndicat pour une médecine de proximité, innovante et libérale sont les suivants :

### Sociétaux
Répondre aux enjeux de santé publique : 
- Développer la e-santé et la télémédecine sur l’ensemble du territoire ;
- La prévention contre les défis sanitaires de notre société : obésité, addictions, risques suicidaires, décrochages scolaires, etc ;
- Le développement du sport-santé contre les problèmes sanitaires et pathologies liées à l’âge.

### Professionnels
Confier la gouvernance nationale de la santé aux médecins libéraux pour restructurer le système de santé français et lui redonner son excellence :
- Le développement d’une médecine de ville de premier et second recours ;
- Renforcer l’hôpital dans son rôle de 3e recours ;
- Le soutien à toutes les initiatives de proximité libérales visant à réduire les déserts médicaux ;
- La coordination entre professionnels de santé ;
- La libre installation des médecins libéraux sur le territoire ;
- L’intégration des médecins libéraux dans les politiques de santé publique ;
- La revalorisation des droits des médecins femmes (plus de 50 % de la profession) ;
- La juste rémunération des actes de santé ;
- La formation des médecins libéraux ;
- La transition générationnelle entre médecins ;
- Le soutien à l’installation des jeunes médecins (compagnonnage[1]).

## Historique
Fondé en 1981 par le Dr Dinorino Cabrera, le Syndicat des Médecins Libéraux est issu de la scission d’une partie des membres adhérents de la Confédération des Syndicats Médicaux Français (CSMF), soucieux de voir apparaître dans le débat syndical une organisation qui s’adresserait à l’ensemble des médecins libéraux, généralistes, spécialistes, expertises particulières, secteurs 1 et 2 confondus, et qui porterait leurs problématiques et besoins auprès des pouvoirs publics sans disparité de discours.
Devenu représentatif auprès des médecins spécialistes en 1993 puis des médecins généralistes en 2002, il est depuis 2010, la deuxième force syndicale[réf. souhaitée] regroupant des médecins libéraux en France. 
Apolitique, le SML fonde son engagement sur la reconnaissance, la valorisation et le respect de l’exercice libéral. Dans ce cadre, il s’oppose aux différentes réformes de santé menées depuis une vingtaine d’années, en défendant les professionnels et les patients contre la détérioration du système de santé français.
Sur ce constat, en 2015 le SML devient un des piliers de la lutte contre la loi de Santé portée par la ministre des Affaires sociales et de la Santé, Marisol Touraine, en lançant une pétition auprès du grand public pour avertir les Français des dangers que représente la généralisation du Tiers-Payant, dénonçant une étatisation croissante de la santé. Elle recueillera des milliers de signatures et devient un préalable à la constitution du Mouvement Pour la Santé de Tous (MPST), groupe de contestation cofondé par le SML et qui réunit une cinquantaine de syndicats médicaux et paramédicaux contre le projet de loi de santé. Le MPST sera le porte-parole d’une mobilisation d’ampleur qui débute fin 2014 par des boycotts de télétransmission, et s’achève en Novembre 2015 par des grèves et une grande mobilisation générale sur tout le territoire.
Finalement adoptée, découle de la loi de santé une nouvelle convention quinquennale visant à entériner la réorganisation du système de santé avec les organisations signataires. En Août 2016, les adhérents du SML refusent à 95 % de signer la nouvelle Convention médicale jugée trop en continuité de la loi de santé, et dangereuse pour l’exercice libéral.
Face au paysage politique de plus en plus contraignant qui se dessine pour la médecine libérale, le SML décide de placer la Santé au cœur de l’élection présidentielle 2017 à l’occasion de son Congrès de septembre 2016, et présente un programme politique visant à réformer la santé en France. Intitulé « La santé en France, l’urgence de vraies réformes », le document qui dévoile des propositions concrètes pour restructurer le système de santé français en appuyant la gouvernance nationale de la santé sur les libéraux veut répondre aux enjeux de santé publique. Ce dossier est présenté à l’ensemble des candidats à la primaire de la droite et du centre.
Dans la continuité de cette action, le SML participe, en octobre 2016, à la création du Collectif de Santé 2017, qui réunit 12 organisations professionnelles, institutions et entreprises spécialisées, pour appeler les candidats à mettre les questions de Santé au centre de la  campagne présidentielle.

### Dates clés
- 1981 – Création du Syndicat des Médecins Libéraux par le Dr Dinorino Cabrera
- 1993 – Le SML est reconnu représentatif des médecins libéraux spécialisés
- 2002 – Le SML est reconnu représentatif des médecins libéraux généralistes
- 2004 – Signature de l’accord sur la permanence des soins et la maîtrise médicalisée
- 2005 – Signature de la convention instituant le parcours de soins et la maîtrise médicalisée
- 2010 – Le SML devient le 2e syndicat en termes de représentativité des médecins libéraux en France
- 2012 – Accord Interprofessionnel avec l’Association française des diabétiques et la Fédération des syndicats pharmaceutiques de France pour favoriser l’accès aux soins : création du « Comité Prévention Proximité Diabète »
- 2014 – Lancement de la pétition contre le projet de loi de Santé de Marisol Touraine
- 2015 – Le SML cofondateur du Mouvement Pour la Santé de Tous (MPST) qui réunit une cinquantaine de syndicats médicaux et paramédicaux contre la loi de Santé
- 2016
  - Les adhérents du SML refusent à 95 % de signer la nouvelle Convention médicale jugée trop étatisée et dans la continuité de la loi de santé,
  - le SML présente un programme politique visant à réformer la santé en France[3], et remis lors de son Congrès 2016 à l’ensemble des candidats de la primaire de la droite et du centre, les candidats de gauche n’ayant pas répondu,
  - le SML participe à la création du Collectif de Santé 2017, qui réunit 12 organisations professionnelles, institutions et entreprises spécialisées, pour appeler les candidats à remettre au cœur de la présidentielle les questions de santé,
  - le SML met en lumière les 300 « médecins oubliés de la République », qui, bien qu’ayant complété leurs études de médecine se voient refuser leur thèse de doctorat en raison d’une circulaire discriminante datée de février 2012.

### Liste des présidents depuis la création du SML
- Dr Dinorino Cabrera, depuis la création jusqu’en 2008
- Dr Christian Jeambrun, de 2008 à 2012
- Dr Roger Rua, de 2012 à 2014
- Dr Éric Henry, de 2014 à 2016
- Dr Philippe Vermesch, de 2016 à 2022
- Dr Sophie Bauer, depuis le 10 décembre 2022.